# رحمة الصديق مصطفى
رحمة الصديق قاسم الباري مصطفى، المعروفة بشكل أكثر شيوعاً باسم رحمة الصديق مصطفى أو رحمة مصطفى، هي ناشطة سودانية في حقوق ذوي الإعاقة.
تُعرف رحمة مصطفى بشكل خاص لاعتراضها على فرض شركة الطيران الكمبودية باساكا إير رسوم إضافية على تذاكرها بسبب استخدامها للكرسي المتحرك.

## الحياة الشخصية
في سبتمبر 2015، أثارت رحمة مصطفى الأنباء بعد أن تم فرض رسوم إضافية قدرها 240 دولاراً أمريكياً عليها للصعود إلى طائرة باساكا إير من سييم ريب إلى بنوم بنه، بسبب استخدامها للكرسي المتحرك وحاجتها إلى المساعدة للصعود إلى الطائرة. أدى التقرير الأولي للأخبار إلى تبادل الاتهامات بين شركة الطيران وإدارة خدمات المطارات الكمبودية، حيث تم تحميل كل طرف المسؤولية عن فرض الرسوم الإضافية على رحمة مصطفى. 
أدى فرض الرسوم إلى فتح تحقيق من قبل مجلس العمل من أجل الإعاقة في كمبوديا لتقييم ما إذا كان هناك انتهاك للتشريعات الكمبودية.

## حياة مهنية
في عام 2016، كانت رحمة مصطفى مديرة برامج في منظمة ADD International (المعروفة سابقاً باسم "العمل من أجل الإعاقة والتنمية").  كانت رحمة مصطفى متحدثة في مناقشة وحلقة نقاش نظمتها وزارة التنمية الدولية البريطانية في 17 نوفمبر 2016. 
في عام 2018، حصلت رحمة مصطفى على منحة من التحالف الدولي للإعاقة في سويسرا لدراسة حقوق ذوي الإعاقة في مركز قانون وسياسة الإعاقة، التابع للجامعة الوطنية في أيرلندا. 
في عام 2019، مثلت رحمة مصطفى الاتحاد الوطني السوداني للأشخاص ذوي الإعاقة البدنية في مؤتمر حول اتفاقية حقوق الأشخاص ذوي الإعاقة وأهداف التنمية المستدامة. 
في عام 2020، كانت رحمة مصطفى متحدثة في حدث مجلس الاقتصاد والاجتماع التابع للأمم المتحدة بعنوان "العمل الإنساني الشامل = العمل الإنساني الفعال".  

## منشورات مختارة
- مصطفى، ر. وورتاني، أ، أكتوبر 2021، لاجئو تيغراي من ذوي الإعاقة في مخيمات شرق السودان ، الإغاثة الإسلامية [11]

## روابط خارجية
- الموقع الرسمي لـ ADD International